# Kroktjärnen (Mo socken, Hälsingland)
Kroktjärnen är en sjö i Söderhamns kommun i Hälsingland och ingår i Norralaåns huvudavrinningsområde.